# دانشگاه ساندرلند
دانشگاه ساندرلند،(به انگلیسی: University of Sunderland) یک دانشگاه تحقیقاتی دولتی است که در ساندرلند، در شمال شرقی انگلستان واقع شده‌است. سابقه تاریخی این دانشگاه برمی گرد به کالج فنی ساندرلند که در سال ۱۹۰۱ تأسیس شده بود و در سال ۱۹۹۲ به‌طور رسمی با اخذ رتبه دانشگاهی به دانشگاه ساندرلند تغییر نام داد. همچنین این دانشگاه در حال حاضر دارای شعباتی در لندن و هنگ کنگ است و مجموعاُ حدود ۲۰ هزار دانشجو دارد.